# Nový Dvůr (Nový Kostel)
Nový Dvůr (německy Brandhof) je uzavřený rozsáhlý hospodářský dvůr, soubor staveb a zámku, příslušející bývalému panství Lesná rodu Mulců z Valdova. Leží na území Spálené, místní části obce Nový Kostel v okrese Cheb v Karlovarském kraji.
Areál dvora se stodolou a zámkem je chráněn od roku 2007 jako kulturní památka České republiky.

## Poloha a popis území
Území se rozprostírá při severním okraji Chebské pánve pod jihozápadními svahy Krušných hor. Nový dvůr leží v polích v mělké kotlině při pravém břehu potoka Lubinka mezi obcí Nový Kostel a vesnicí Spálená, přibližně 700 metrů západně od Nového Kostela. Uvnitř areálu dvora se nachází menší rybníček.

## Historie
Vznik a počátky Nového Dvora jsou dosud zcela nejasné. Vzhledem k tomu, že vznikl na území, patřícímu Multzům z Valdova, je vysoce pravděpodobné jeho založení koncem 16. století v souvislosti s rozvojem podnikání tohoto rodu. První písemná zmínka o Novém Dvoře pochází z roku 1626. Bývalý poplužní dvůr se skupinou domů od té doby tvořil nedílnou součást panství Lesná. Po jeho rozdělení patřil společně s Lesnou k jeho druhému a třetímu dílu zvanému Zadní Valdov. Zřejmě záhy po založení se v souvislosti s dělením stal sídelním dvorem s panským sídlem. Rovněž další vývoj dvora a panského sídla není jasný. Ví se jen, že ve druhém desetiletí 18. století byl popisován jako špatný vrchnostenský dům. Koncem 18. století došlo k velké stavební aktivitě. Kolem roku 1792 nechal František Multz z Valdova vystavět podle návrhu neznámého architekta nový reprezentativní rokokový zámek, ve východním křídle dvora. Poplužní dvůr byl v té době přestavěn a při jeho severní straně založen nový dvůr. Na počátku 19. století byl zámecký objekt vybaven vnitřní výzdobou. Panství Multzů nad Novým Dvorem skončilo roku 1834, kdy ho i s Předním Valdovem a dalšími majetky Multzů odkoupil Josef Jáchym Auersperg a posléze spojil s panstvím Hartenberg (nyní Hřebeny). Auerspergové vlastnili Nový Dvůr do roku 1901, po nich Kopalové. To však již přestal Nový Dvůr sloužit jako panské sídlo.
Od Kopalů odkoupil Nový Dvůr jako tzv. zbytkový statek Jan Andersek, poté rodina Čerychů. V roce 1936 jej Bořek Čerych prodal továrníkům Lehrmannům z Plesné, kterým byl po druhé světové válce zabaven a převeden do majetku státu. Objekty využíval státní statek a zámek sloužil jako správní budova. V období do roku 1989 areál zchátral, strženy byly pozůstatky objektů na jižní straně dvora, patrně včetně budovy původního zámku. V rámci privatizace byl počátkem 90. let 20. století statek převeden do soukromých rukou. V roce 2012 přistoupil nový vlastník k postupné celkové rekonstrukci areálu bývalého zámku a ostatních objektů, s cílem zpřístupnit je veřejnosti.
V areálu zámku již probíhají (stav r. 2018) nepravidelně různé společenské a jiné akce, např. koncerty a svatby.

## Stavební podoba

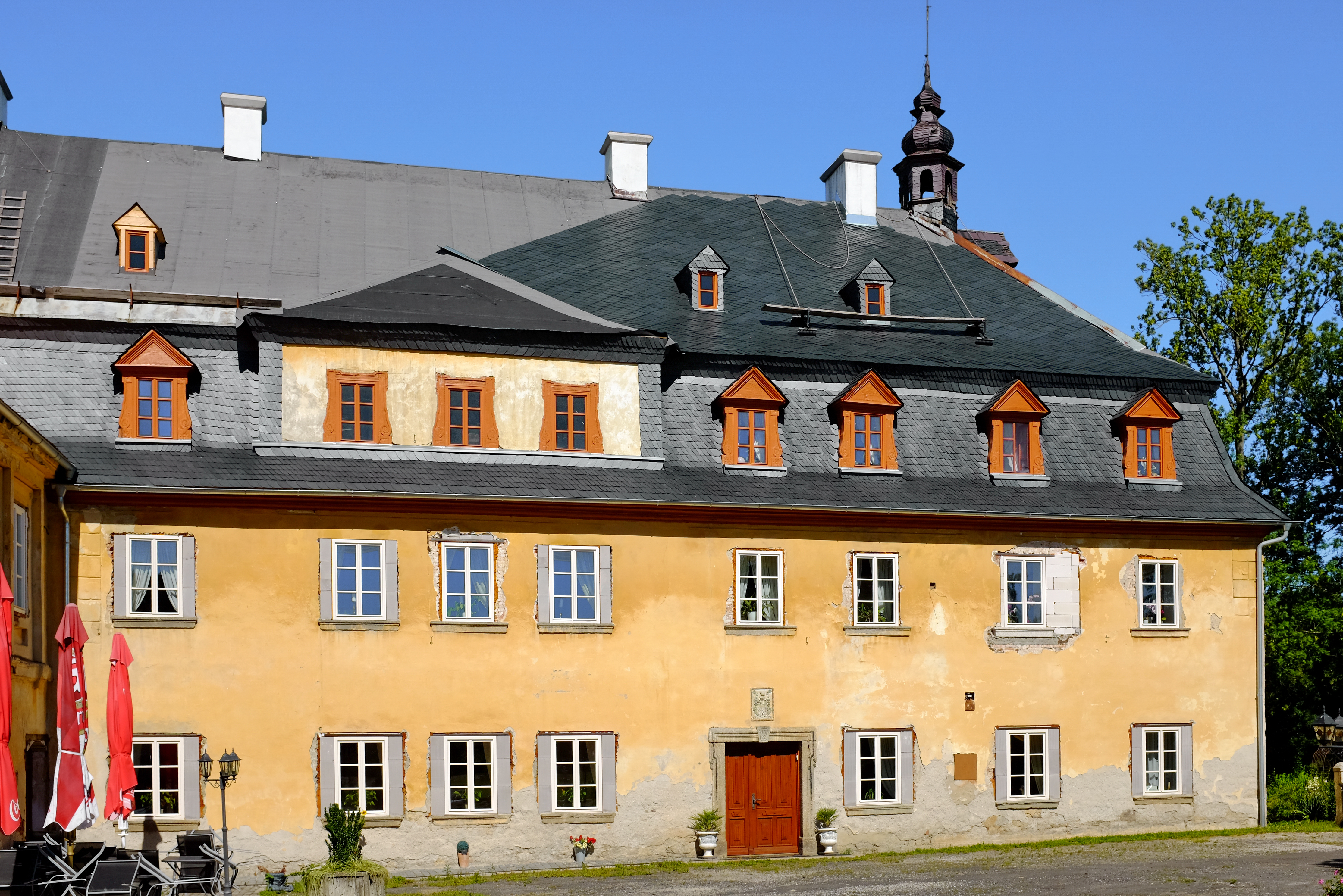
Budova zámku - pohled z nádvoří

Bývalý uzavřený poplužní dvůr tvoří zámek, správní a další hospodářské objekty kolem dvou nádvoří.
Hlavní zámecký objekt, který tvoří východní křídlo dvora, je patrová rokoková budova na obdélném půdorysu s vestavěným půdním polopatrem. Budova je krytá břidlicovou mansardovou střechou s šestibokou otevřenou sloupkovou zvoničkou nad jižním průčelím, završenou cibulovou bání. Ve spodní části střechy se nachází řada sedlových vikýřů. Na třech vikýřových oknech se dochovaly původní dřevěné šambrány. Na klenáku v průčelí zámku na kamenném portálu, ozdobeným profilovaným ostěním, je uveden letopočet 1792. Ve štítu nad portálem je rodový erb Multzů z Valdova s iniciálami "FMVW", určujícím jako investora přestavby Františka Multze z Valdova (Frantz Multz von Waldau). Průčelí zámku je členěno mezipatrovou římsou, prostory kolem oken vyplňují ploché lizény. Zámek měl dvě brány, hlavní do parkového prostoru za zámkem, druhá umožňovala přímý přístup do hospodářské části. Uvnitř zámku se dochovalo klenuté přízemí a původní schodiště s dřevěným vyřezávaným zábradlím. Zatímco vlastní stavba je z roku 1792, vnitřní výzdoba pochází většinou až z počátku 19. století. Na objekt zámku je napojena správní budova, která tvoří severní křídlo dvora. Na správní budovu navazuje objekt bývalé konírny. Západní stranu areálu uzavírá řada mladších hospodářských objektů. Jižní průčelí tvoří zděná podsklepená stodola s velkými vjezdy a navazujícími bývalými chlévy.